# Bufothericles terreus
Bufothericles terreus är en insektsart som beskrevs av Marius Descamps 1977. Bufothericles terreus ingår i släktet Bufothericles och familjen Thericleidae. Inga underarter finns listade i Catalogue of Life.